# Mario Rodríguez Cobos

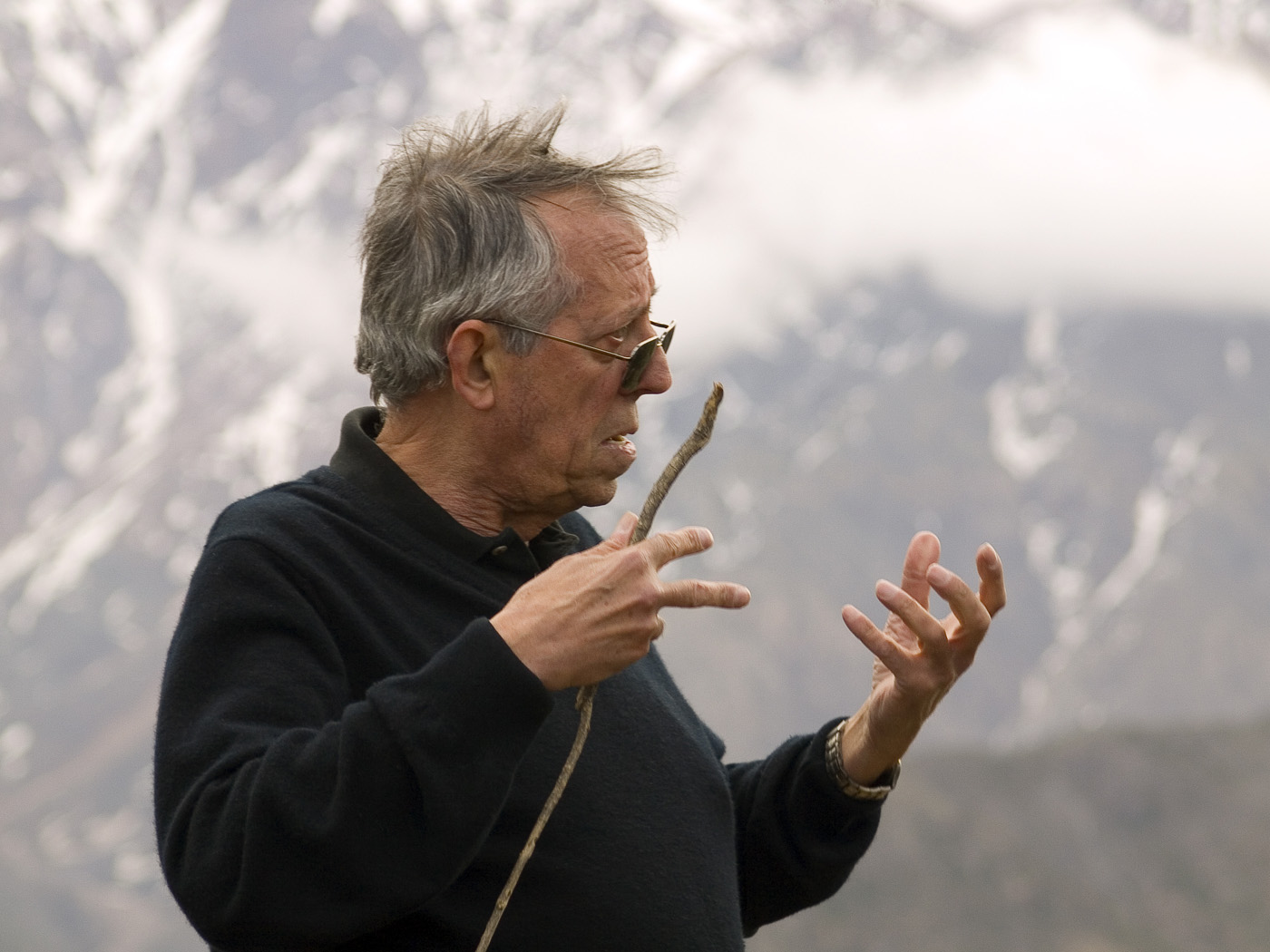
Mario Rodríguez Cobos

Mario Rodríguez Cobos (Pseudonym: Silo; * 6. Januar 1938 in Mendoza; † 16. September 2010 ebenda) war ein argentinischer Autor sowie Begründer und Führer der Humanistischen Bewegung.

## Leben
Silo wurde als jüngstes von drei Kindern einer der Mittelklasse zugehörigen Familie spanischer Abstammung geboren. Sein Vater Don Rafael Rodriguez war Weinproduzent, seine baskische Mutter Doña Maria Luisa Cobos war Musiklehrerin. Die Grund- und Mittelstufe absolvierte er in der Maristenschule, wo er mit ausgezeichneten Noten abschloss. Gleichzeitig praktizierte er intensiv Gerätturnen, wobei er sich im Pauschenpferd spezialisierte und die vorderen Ränge der Regionalklassifikationen belegte sowie in Cuyo die Meisterschaft gewann. Daneben engagierte er sich auch in verschiedenen Jugendorganisationen, unter anderem in der Katholischen Aktion. Er absolvierte in jener Zeit auch Sprachkurse (Italienisch und Französisch) sowie Kurse in Philosophie und schrieb Artikel für kulturelle Zeitschriften.
Nach Abbruch des Studiums der Rechtswissenschaften an der Nationalen Universität von Córdoba bereiste er im Alter von 22 Jahren sechs Monate lang Lateinamerika (Chile, Peru, Ecuador und Kolumbien). Nach seiner Rückkehr in seine Heimatstadt studierte er drei Semester an der Fakultät für Politik- und Gesellschaftswissenschaft der Nationalen Universität Cuyo.
1962 reiste er nach Europa. Nach seiner Rückkehr lebte er von verschiedenen Arbeiten, unter anderem in einem Alkoholbetrieb. Gleichzeitig gründete er gemeinsam mit anderen ehemaligen Mitschülern der Maristenschule die Gruppe Kronos. Die Gruppe verbrachte 1966 sechs Monate in El Arenal in Jujuy, wo sie verhaftet und als mutmaßliche Guerilleros während zwei Wochen inhaftiert wurden. Die Gruppe traf sich später in Garagen und Wohnungen.
1967 begann er seine Vorschläge vorzustellen und sich dem Aufbau von weiteren Studiengruppen in Argentinien und Chile zu widmen.
Im September 1968 verschenkte er seine Aktien, die er als mittlerweile leitender Angestellter eines Alkoholbetriebs besaß, an seine Freunde. Im Januar 1969 wurde er erneut verhaftet, wiederum ohne Anklage, sondern unter dem Vorwand, Abklärungen zu treffen. Später bereiste er nochmals Chile, um sich nach seiner Rückkehr in eine selbst gebaute Einsiedlerhütte in Punta de Vacas, in der Nähe des Aconcaguas, zurückzuziehen.
Als er seine Ideen und Vorschläge öffentlich darlegen wollte, wurden sämtliche Versammlungen in den Städten durch die Administration der Regierung von Juan Carlos Onganía verboten und es wurde ihm nahegelegt, doch „zu den Steinen zu sprechen“. So hielt Silo am 4. Mai 1969 in Punta de Vacas vor rund 200 Zuhörern die erste öffentliche Ansprache. In dieser Ansprache unter dem Titel Die Heilung vom Leiden (La curacion del sufrimiento) stellte Silo seine grundlegenden Ideen zur Überwindung des Schmerzes und des Leidens, zur Gewalt und deren Ursachen sowie zum Sinn des Lebens vor. Am Ort dieser ersten öffentlichen Ansprache wurde 1999, anlässlich des 30-jährigen Jubiläums, ein Stahlmonolith und später der Studien- und Reflexionspark Punta de Vacas errichtet.
1972 schrieb er das Buch Der Innere Blick, das später in mehr als 20 Sprachen veröffentlicht werden sollte und heute ein Teil des Buchs Silos Botschaft darstellt.
In jenem Jahrzehnt wurden Versammlungen Silos mit seinen Anhängern immer wieder verboten und die Teilnehmer, Silo manchmal miteingeschlossen, zu Dutzenden und Hunderten verhaftet und zum Teil monatelang inhaftiert. Am 23. Juli 1975 wurden zwei Anhänger nach dem Verlassen einer Versammlung auf offener Straße durch ein Kommando der Triple A erschossen. In diesem Klima der Gewalt versammelten sich die Studiengruppen um Silo in Korfu sowie auf den Kanarischen Inseln (1975, 1976 und 1978).
1980 verfasste er das Essay Psychologie des Bildes, in dem er seine Theorie des Vorstellungsraums darlegte und das später als Teil der Beiträge zum Denken (1990) erschien. 1981 hielt er an öffentlichen Veranstaltungen in Madrid, Paris, Rom, Berlin, Bombay, Colombo, San Francisco und Mexiko Ansprachen, wobei er die Position der Gewaltfreiheit vertrat, seine Zuhörer zu einer inneren Versöhnung aufrief und davon abriet, nach Schuldigen zu suchen. Einige dieser Ansprachen wurden später im Buch Silo spricht veröffentlicht. In jener Zeit entstand auch der erste Organismus der Humanistischen Bewegung: die Gemeinschaft für die menschliche Entwicklung, welche Silos Gedankengut verbreitete.
Am 6. Oktober 1993 wurde ihm durch die Russische Akademie der Wissenschaften die Ehrendoktorwürde verliehen.
Anfang 2002 gab Silo nach 32 Jahren seinen Rückzug aus der Humanistischen Bewegung bekannt. Im Sommer desselben Jahres veröffentlichte er das Buch Silos Botschaft (El Mensaje de Silo), das sich aus drei Teilen zusammensetzt: das Buch (Der Innere Blick), die Erfahrung (8 Zeremonien) sowie der Weg (eine Sammlung von Überlegungen und Empfehlungen), das für seine Anhänger den wichtigsten spirituellen Lehrtext darstellt. Von da an wirkte Silo an der Schaffung etlicher sogenannter Studien- und Reflexionsparks mit, die es mittlerweile in Nord- und Südamerika, Europa, Asien und Afrika gibt. Er kehrte mehrmals nach Punta de Vacas zurück, um sich in öffentlichen Ansprachen an seine Anhänger zu wenden. Er nahm in diesen letzten Jahren auch Einladungen aus verschiedenen Orten der Welt an, sei es um einen Studien- und Reflexionspark zu eröffnen, um Vorträge zu halten, um an Humanistischen Foren teilzunehmen (Lissabon, Santiago de Chile, Quito) oder um sich mit Anhängern in kleinen Gruppen zu treffen.
Am 11. November 2009 hielt Silo seine letzte öffentliche Ansprache am 10. Welttreffen der Friedensnobelpreisträger in Berlin, wo er den Weltmarsch für Frieden und Gewaltfreiheit und dessen Forderungen vorstellte sowie im Namen des Weltmarsches die von Friedensnobelpreisträgern entworfene Charta für eine Welt ohne Gewalt zwecks deren Verbreitung entgegennahm.
Mario Rodriguez war bis zu seinem  Tod mit Ana Luisa Cremaschi verheiratet, die er seit seiner Jugend kannte. Aus der Ehe gingen die beiden Söhne Alejandro und Federico hervor.
Er starb am 16. September 2010 an den Folgen einer Nierenkrankheit im engsten Kreise in seinem Zuhause in Mendoza.

### Kontroverse
Silo war seit Beginn seines öffentlichen Auftretens an eine umstrittene Figur. In Südamerika wurde er in den 70er Jahren von linken Gruppen als Faschist und  von der Katholischen Kirche als Marxist bezeichnet. Eine Untersuchung von Patrick Barr-Melej von der Iowa State University über den Einfluss des Siloismus in Chile in den 1960er und 1970er Jahren kam zum Ergebnis, dass die Organisation sowohl vom politisch linken wie auch vom rechten Lager als Gefahr angesehen wurde.

## Schriften
- La mirada interna. (1972, 1979) -- Der Innere Blick. Erste deutsche Ausgabe unter dem Titel Vom Inneren Schauen. Ansata: Paul A. Zemp, Schwarzenburg 1980, ISBN 3-7157-0039-4.
- El paisaje interno. (1981) -- Die Innere Landschaft. Erste deutsche Ausgabe unter dem Titel Von der inneren Landschaft. Ansata: Paul A. Zemp, Interlaken 1982, ISBN 3-7157-0053-X.
- Humanizar la Tierra (1989), -- Die Erde menschlich machen (bestehend aus den drei Schriften Der Innere Blick, Die Innere Landschaft. und Die menschliche Landschaft), Edition Pangea, Zürich – Berlin – Wien, 2019, ISBN 978-3-907127-09-4.
- Experiencias guiadas. (1989) -- Geleitete Erfahrungen, 1990
- Contribuciones al pensamiento. (1990) -- Beiträge zum Denken, M. Uzielli Verlag, München 1995, ISBN 3-930755-02-5.
- Mitos raíces universales. (1991) -- Universelle Wurzelmythen. Edition Pangea, Zürich - Berlin - Wien, 2020, ISBN 978-3-907127-13-1.
- El día del léon alado. (1993) -- Der Tag des geflügelten Löwen. Edition Pangea, Zürich – Berlin – Wien, 2019, ISBN 978-3-907127-04-9.
- Cartas a mis amigos sobre la crisis social y personal en el momento actual. (1993) -- Briefe an meine Freunde über die gesellschaftliche und persönliche Krise der Gegenwart. Edition Pangea, Zürich - Berlin - Wien, 2021, ISBN 978-3-907127-18-6.
- Habla Silo. (1996) -- Silo spricht, Edition Pangea, Zürich - Berlin - Wien, 2023, ISBN 978-3-907127-20-9.
- Diccionario del Nuevo Humanismo. (1997, 1999) -- Wörterbuch des Neuen Humanismus
- Apuntes de psicología. (2006) -- Notizen zur Psychologie, Edition Pangea, Zürich – Berlin – Wien, 2017, ISBN 978-3-952472-51-4.
- El Mensaje de Silo. (2002, 2007) -- Silos Botschaft, Edition Pangea, Zürich – Berlin – Wien, 2016, ISBN 978-3-952472-50-7.